# Britannia Music Hall

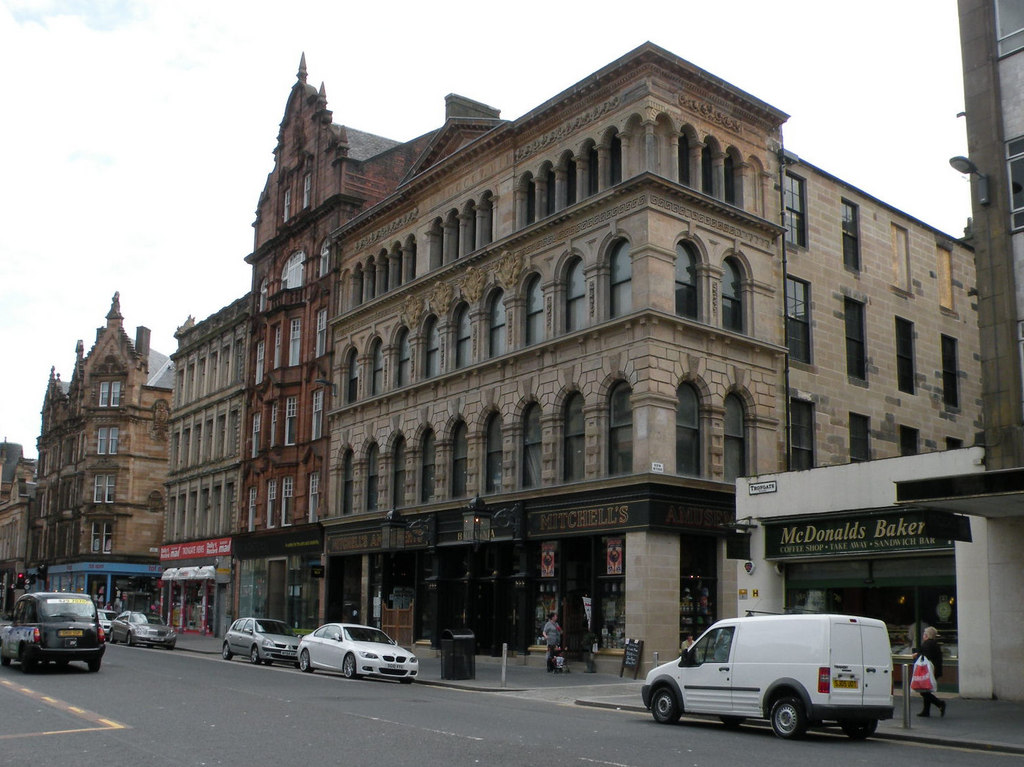
Britannia Music Hall

El Britannia Music Hall (más tarde conocido como The Panopticon o The Britannia Panopticon) en Glasgow, Escocia, Reino Unido, es uno de los recintos musicales más antiguos que quedan en suelo británico.
Construido en 1857/58 por y para el constructor de la ciudad Archibald Blair, cuyos arquitectos fueron Thomas Gildard y Robert HM MacFarlane, el edificio era un edificio especulativo, pronto con arrendatarios para cada una de sus 4 tiendas en el nivel de la calle. Los pisos de arriba se anunciaron como adecuados para un almacén de cortinas, pero se abrieron como un centro de entretenimiento, primero como el Britannia Music Hall.
Britannia Panopticon fue uno de los primeros edificios en funcionar con electricidad y una de las primeras salas de cine en Escocia. El Britannia Music Hall, abrió el día de Navidad de 1859. El recinto se cerró en 1938 cuando la familia Pickard vendió el edificio a la compañía de sastrería Wearer Ltd de Leeds, que en la década de 1950 pasó a formar parte de Great Universal Stores Ltd.
Tras la eliminación del falso techo del primer piso en 2003, el Britannia volvió a abrirse. Actualmente está siendo conservado por un patronato que regularmente realiza espectáculos tradicionales en el auditorio. En 1977 el edificio pasó a ser un edificio catalogado de categoría A.
Panopticon Trust se formó como un fideicomiso de conservación de edificios para ayudar a adquirir y restaurar todo el edificio como un lugar de entretenimiento y un centro para la comunidad. Friends of the Britannia Music Hall Trust administra un programa anual de entretenimientos y eventos.